# NGC 2370
NGC 2370 este o galaxie spirală situată în constelația Gemenii. A fost descoperită în 10 noiembrie 1864 de către Albert Marth. Se află la o distanță de 86,7 de megaparseci de Pământ.